# James Whitbread Lee Glaisher
Ne doit pas être confondu avec James Glaisher.
James Whitbread Lee Glaisher (né le 5 novembre 1848 à Lewisham (borough londonien), mort le 7 décembre 1928 à Cambridge), fils du météorologue James Glaisher (1809-1903), est un mathématicien anglais. Il est surtout connu pour son travail en théorie des nombres.
Il effectue ses études à la St Paul’s School de Londres et au Trinity College de Cambridge. Lors du tripos de mathématiques de 1871, il se classe comme second wrangler.
Il est l'éditeur principal du Messenger of Mathematics dans lequel des scientifiques de premier plan tel que Burnside, J. J. Thomson ou Jeans publient leurs premiers articles. En tant que mathématicien, il travaille en théorie des nombres, notamment sur la représentation d'entiers comme somme de carrés.